# Crawley
Crawley [ˈkɹɔːli] ist eine Stadt in West Sussex in England und liegt rund 50 Kilometer südlich von London in unmittelbarer Nachbarschaft des Gatwick Airport.
- Greens: 0
- Labour: 25
- LibDem: 0
- Cons.: 11

## Geschichte
Nachdem die Gegend bereits seit der Steinzeit besiedelt war, begann mit der Eroberung Englands durch die Römer um Crawley der Aufbau einer Eisenindustrie. Die Angelsachsen nannten den Ort Craw leah, was so viel wie „von Krähen bevölkerte Lichtung“ bedeutet; hier entstanden die Kirchengemeinden Ifield und Worth, die beide im Domesday Book erwähnt werden. Im Jahre 1203 erhielt Worth das Recht, einen Wochenmarkt abzuhalten.
Der Aufschwung Crawleys begann allerdings erst, als 1848 hier ein Eisenbahn-Knotenpunkt entstand: In Crawley zweigt seither von der Strecke London–Brighton die Strecke nach Horsham ab. 1891 entstand im benachbarten Gatwick eine Pferderennbahn, in den 1930er Jahren kam ein Flugplatz dazu; der Gatwick Airport hat sich zu einem bedeutenden Flughafen im Großraum London entwickelt. Bis zum Zweiten Weltkrieg war die Einwohnerzahl auf 10.000 angestiegen. Mit Anschluss an die Autobahn M 23 wurde die Entwicklung weiter gefördert.

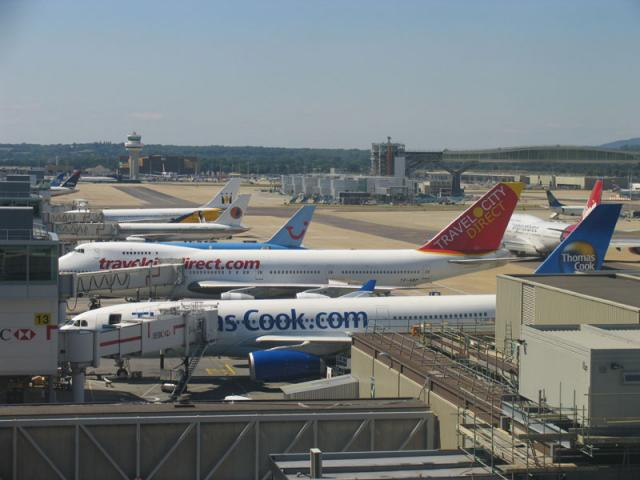
Flughafen Gatwick

1947 erhielt Crawley den Status einer „New Town“, einer Art Planstadt, die besondere Förderung erhielt. Dadurch wuchs die Bevölkerung rapide an, und Crawley zählte in den 1960er-Jahren bereits 60.000 Einwohner. Mehrere angrenzende Gemeinden wurden dabei in das Stadtgebiet eingemeindet. Auch in den 1980er-Jahren hielt das Wachstum an, so dass Crawley als die Stadt mit der geringsten Arbeitslosigkeit im Vereinigten Königreich galt.
Deutsche Partnerstadt von Crawley ist Dorsten.

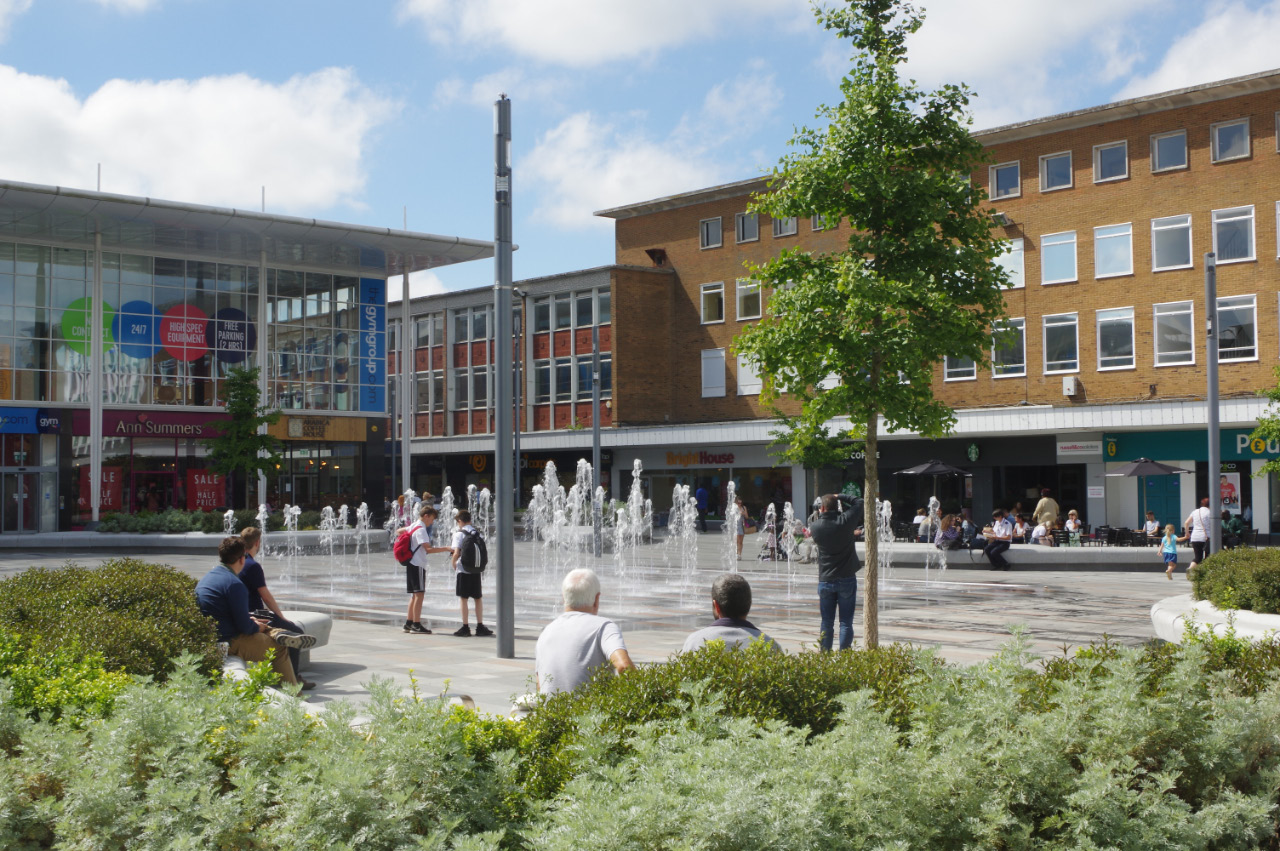
Queens Square

## Stadtgliederung
Zu Crawley gehören folgende Ortsteile (englisch Neighbourhoods):
- Bewbush
- Broadfield
- Forge Wood
- Furnace Green
- Gossops Green
- Ifield
- Langley Green
- Maidenbower
- Northgate
- Pound Hill
- Southgate
- Tilgate
- Three Bridges
- West Green

## Bauwerke
Einhundert Bauwerke im Borough of Crawley wurden von English Heritage als sogenannte Listed Buildings eingestuft. Darunter sind etwa die Gasthäuser White Hart Inn, Ancient Priors und Old Punch Bowl oder das erste integrierte Abfertigungsgebäude des Gatwick Airport, The Beehive. Von diesen einhundert Bauwerken sind drei im Grade I eingestuft – die Pfarrkirchen St Margaret in Ifield und St Nicholas in Worth sowie das Versammlungshaus der Qäker in Ifield; im Grade II* eingestuft sind zwölf Bauwerke, die restlichen 85 Bauwerke entsprechen dem Grade II.

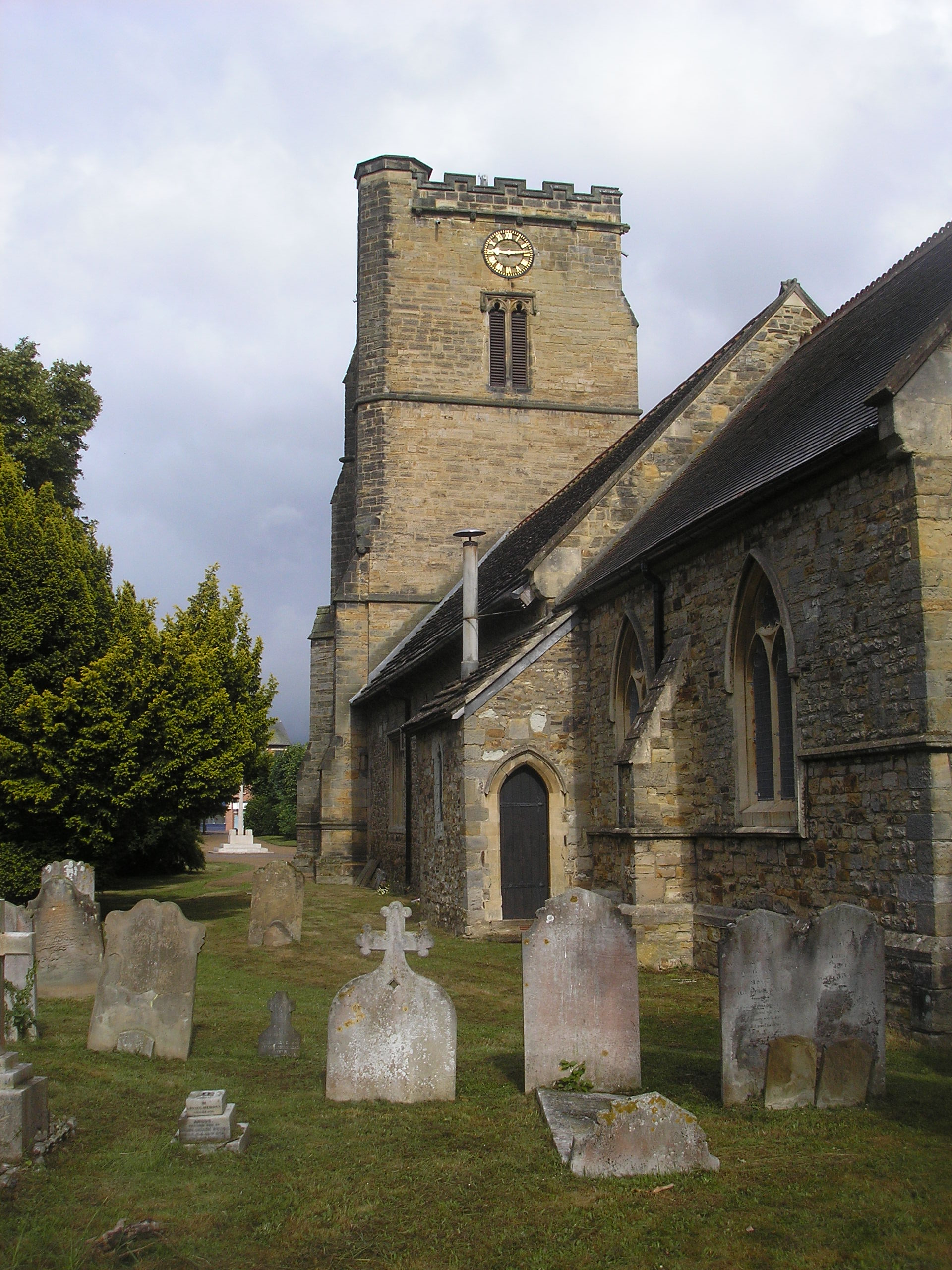
Kirche St. John
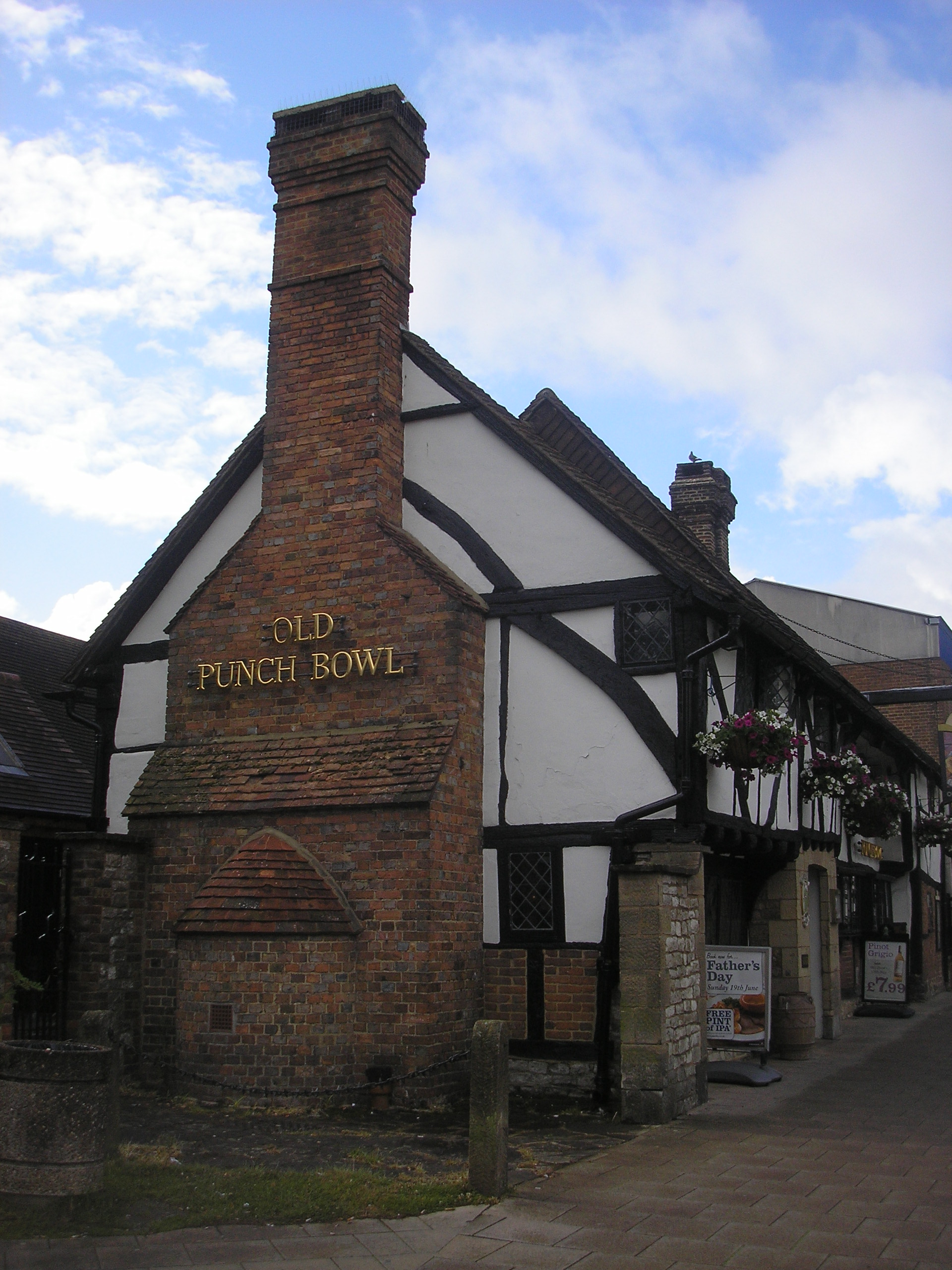
Old Punch Bowl
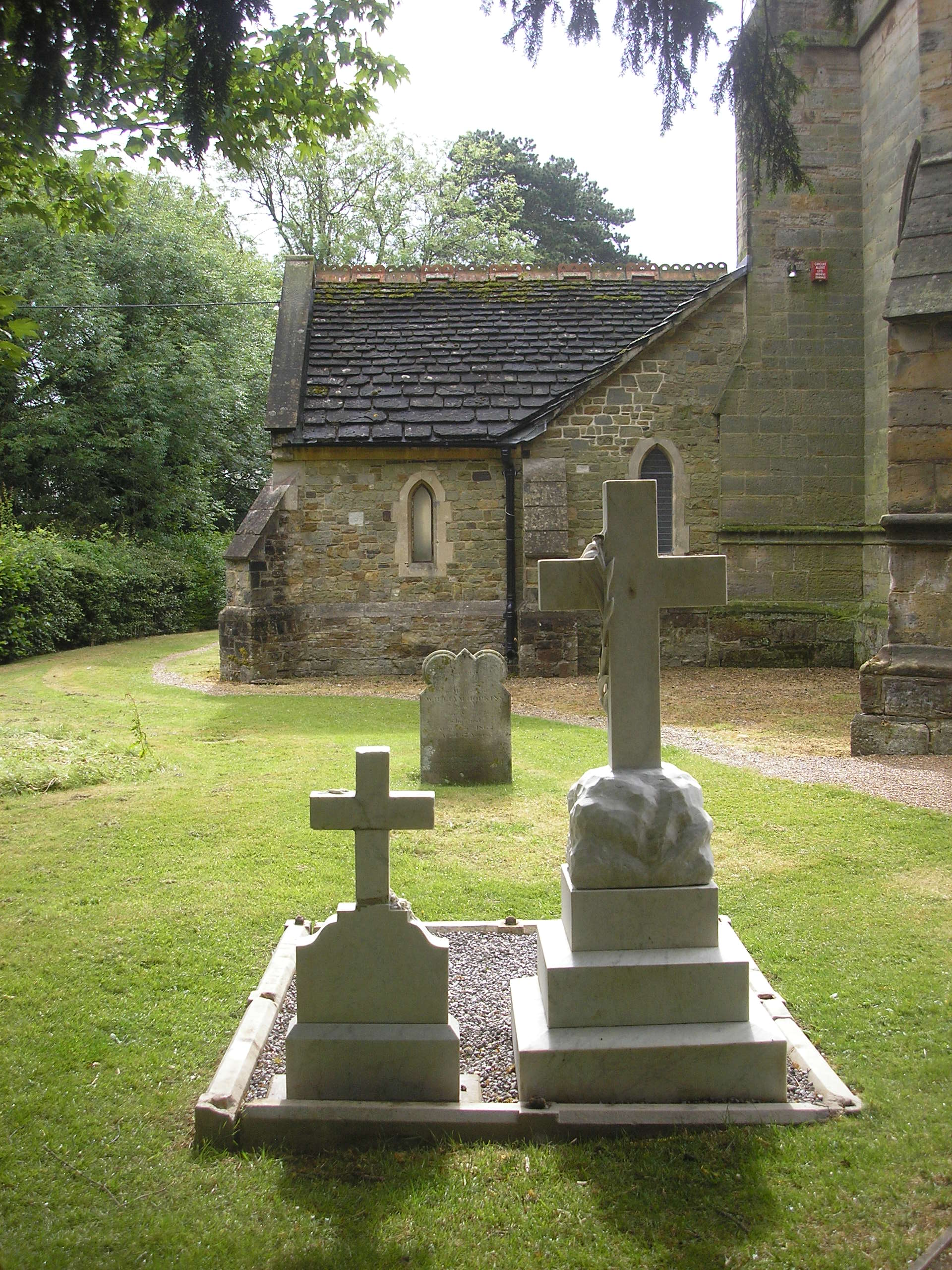
Alter Friedhof

## Sport
Im K2 wurden als wichtige Ranglistenturniere im Snooker in 2018 und 2019 die English Open ausgetragen.

## Persönlichkeiten

### Hier geboren
- Kevin Vincent Muscat (* 1973), australischer Fußballspieler
- Romesh Ranganathan (* 1978), britischer Comedian
- Lucy Brown (* 1979), Schauspielerin
- Katie-George Dunlevy (* 1981), irische Paracyclerin
- Brad Hall (* 1990), Bobpilot

### In Crawley lebten
- Mark Lemon (1809–1870), der erste Herausgeber des Punch
- John George Haigh (1909–1949), ein berüchtigter Serienmörder
- Peter Vaughan (1923–2016), Schauspieler
- The Cure, 1976 in Crawley gegründete Rock-Band
- Gareth Southgate (* 1970), Fußballspieler und -trainer
- Chris Stewart (* 1951), ehemaliger Schlagzeuger der Band Genesis
- Erin Doherty (* 1992), Schauspielerin
- Hermine Jean Granger, Romanfigur und Mitglied des Goldenen Trios